# ニセコ駅
ニセコ駅（ニセコえき）は、北海道虻田郡ニセコ町字中央通にある北海道旅客鉄道（JR北海道）函館本線の駅である。駅番号はS25。事務管理コードは▲130105。
国鉄（JR）では初めて片仮名のみで表記された駅名である。
各駅停車のほか、期間限定で運行される特急「ニセコ号」が停車する。かつては特急「北海」や急行「ニセコ」などの停車駅だった。

## 歴史

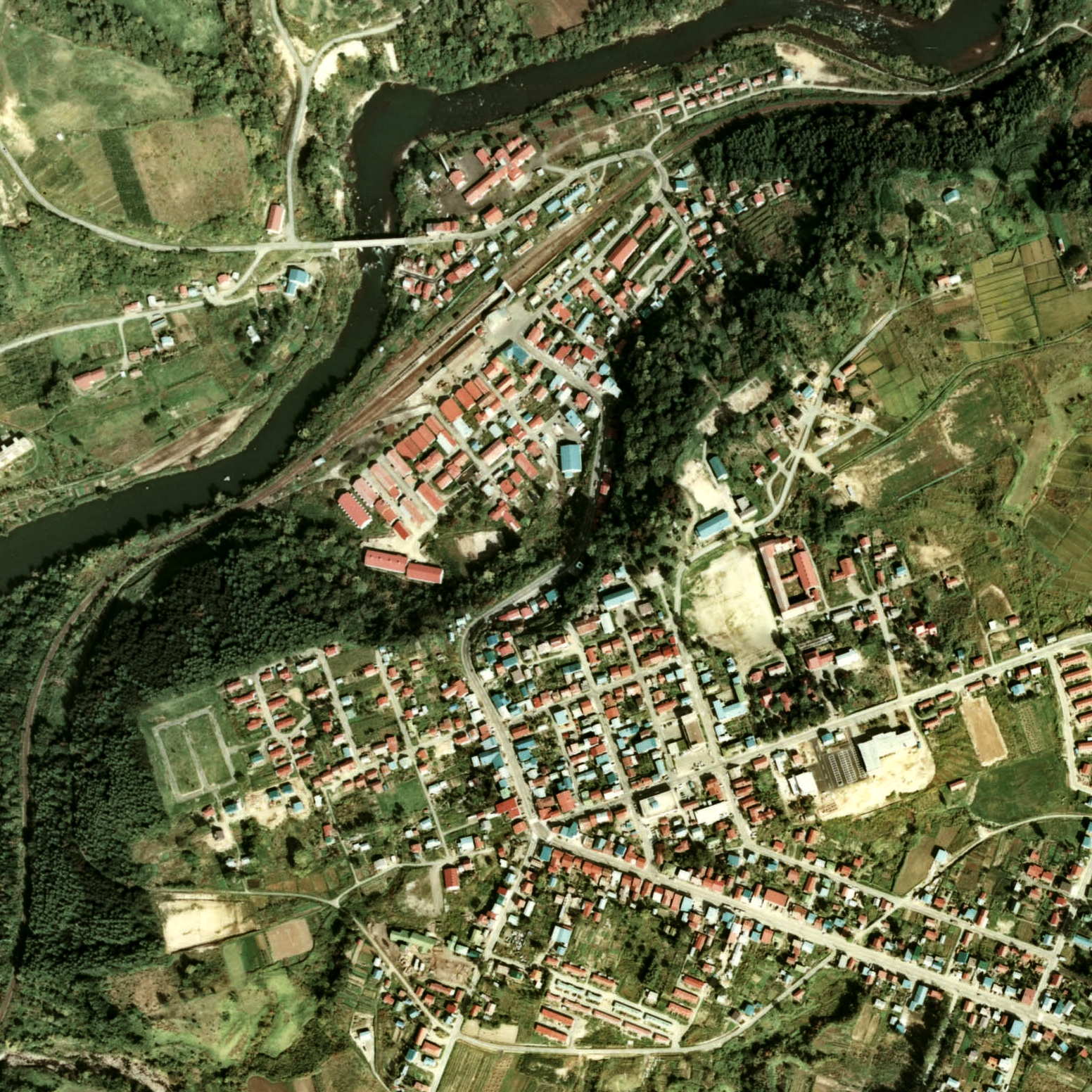
1976年のニセコ駅と殖民軌道真狩線の軌道跡。周囲約1 km範囲。左が長万部方面。単式と島式の複合2面3線で、駅舎横の長万部側に2本の引込み線を持つ貨物ホームとその土場へ斜めに引きこまれる荒荷線、駅裏に留置線とそこから倶知安方面にある保線車庫への引込み線を有している。
貨物ホームの西から本線脇の林の中を左下へ並走した後、右に向きを変えて、写真下側を蛇行しながら真狩方面に向かっている小道が殖民軌道真狩線の軌道跡。。

- 1904年（明治37年）10月15日：北海道鉄道 歌棄駅（現在の熱郛駅） - 小沢駅間の延伸開業に伴い、同線の真狩駅（まっかりえき）として開業[2]。一般駅[2]。
- 1906年（明治39年）12月15日：狩太駅（かりぶとえき）に改称[2]。
- 1907年（明治40年）7月1日：北海道鉄道の国有化に伴い、国有鉄道に移管[2]。
- 1909年（明治42年）10月12日：国有鉄道線路名称制定に伴い、函館本線の駅となる。
- 1936年（昭和11年）1月：殖民軌道真狩線が接続し、真狩の市街西端まで約13kmの軌道運用開始。初期は馬車鉄道であったが、後にガソリン動力化された。
- 1949年（昭和24年）6月1日：日本国有鉄道法施行に伴い、日本国有鉄道（国鉄）に継承。
- 1953年（昭和28年）：殖民軌道真狩線が廃止。
- 1954年（昭和29年）8月21日：昭和天皇、香淳皇后のお召し列車が狩太駅発 - 余市駅着で運転[6]。
- 1966年（昭和41年）11月10日：駅舎改築[7]。
- 1968年（昭和43年）4月1日：ニセコ駅に改称[2]。
- 1982年（昭和57年）3月1日：貨物扱い廃止[2][8]。業務委託駅となる[9]。
- 1984年（昭和59年）2月1日：荷物扱い廃止[2]。
- 1984年（昭和59年）3月31日：列車集中制御装置 (CTC) 導入に伴い、駅員無配置駅[10]（簡易委託駅[11]）となる。
- 1987年（昭和62年）4月1日：国鉄分割民営化に伴い、北海道旅客鉄道（JR北海道）の駅となる[2]。
- 1988年（昭和63年）12月：山小屋風にリニューアル。
- 1990年（平成2年）
  - 4月1日：根室本線新得駅から転車台（ターンテーブル）を移設。
  - 5月1日：「C62ニセコ号」の運転区間が当駅まで延伸される。
- 1995年（平成7年）11月3日：「C62ニセコ号」運転終了。転車台の使用を終了。
- 2007年（平成19年）10月1日：駅ナンバリングを実施[12]。
- 2017年（平成29年）6月3日：蒸気機関車「9643」が駅前に移設[13]。
- 2019年（令和元年）10月6日：蒸気機関車「9643」の公開を開始[14]。
- 2020年（令和2年）11月16日：「ニセコエクスプレス」車両が駅前に移設[15]。
- 2021年（令和3年）7月2日：「ニセコエクスプレス」車両を公開開始[16]。

### 駅名の由来
現：ニセコ市街付近は、真狩川と尻別川が合流する地点にあることから、アイヌ語で「マッカリ（ペッ）プトゥ（makkari〔-pet〕-putu）」（真狩〔川〕・の川口）と呼ばれており、それに字を当てて「真狩別太（まっかりべつぶと）」と呼ばれていた。旧駅名の「真狩」、「狩太」ともに、これを略したものであった。
1964年（昭和39年）に同年の町議会で町名とともに「ニセコ」への改称が提案され、町議会で賛成となっていたものの、同年の町名改正と同時の変更とはならなかった。1年後の1965年（昭和40年）に駅舎が改築されたことを機に駅名改称運動がおこり、当初国鉄は改名は困難でないとしつつも、「他町（引用注：倶知安町・蘭越町）との折り合いがつけば」と慎重であった。その後周辺他町の反対もあったが、町名改正から4年後の1968年（昭和43年）に駅名も改称となった。

## 駅構造
相対式ホーム2面3線を持つ地上駅で、各ホームは跨線橋で結ばれている。1・2番線が上下本線となっており、倶知安方面からのみ進出入が可能である3番線は通常使用しない。ただし、臨時列車増発の際の折り返し等に使用する場合がある。
駅舎は1965年（昭和40年）に完成した二代目である。ブロック造り一階建て、209平方メートルであるが、1988年（昭和63年）に山小屋風の建物にリニューアルし、2階建てで塔屋を有するようになった。
株式会社ニセコリゾート観光協会が業務を受託する簡易委託駅（倶知安駅管理）である。1991年（平成3年）から駅舎内に喫茶店が入居している。かつてキヨスクが設置されていたが、2011年（平成23年）時点で閉店している。駅舎内に観光案内所が設置されている。

### のりば
| 番線 | 路線      | 方向 | 行先             | 備考                         |
| ---- | --------- | ---- | ---------------- | ---------------------------- |
| 1    | ■函館本線 | 上り | 蘭越・長万部方面 |                              |
| 1    | ■函館本線 | 下り | 倶知安・小樽方面 | 臨時特急のみ                 |
| 2    | ■函館本線 | 下り | 倶知安・小樽方面 |                              |
| 3    | ■函館本線 | 下り | 倶知安・小樽方面 | 臨時列車運行時の折り返しのみ |

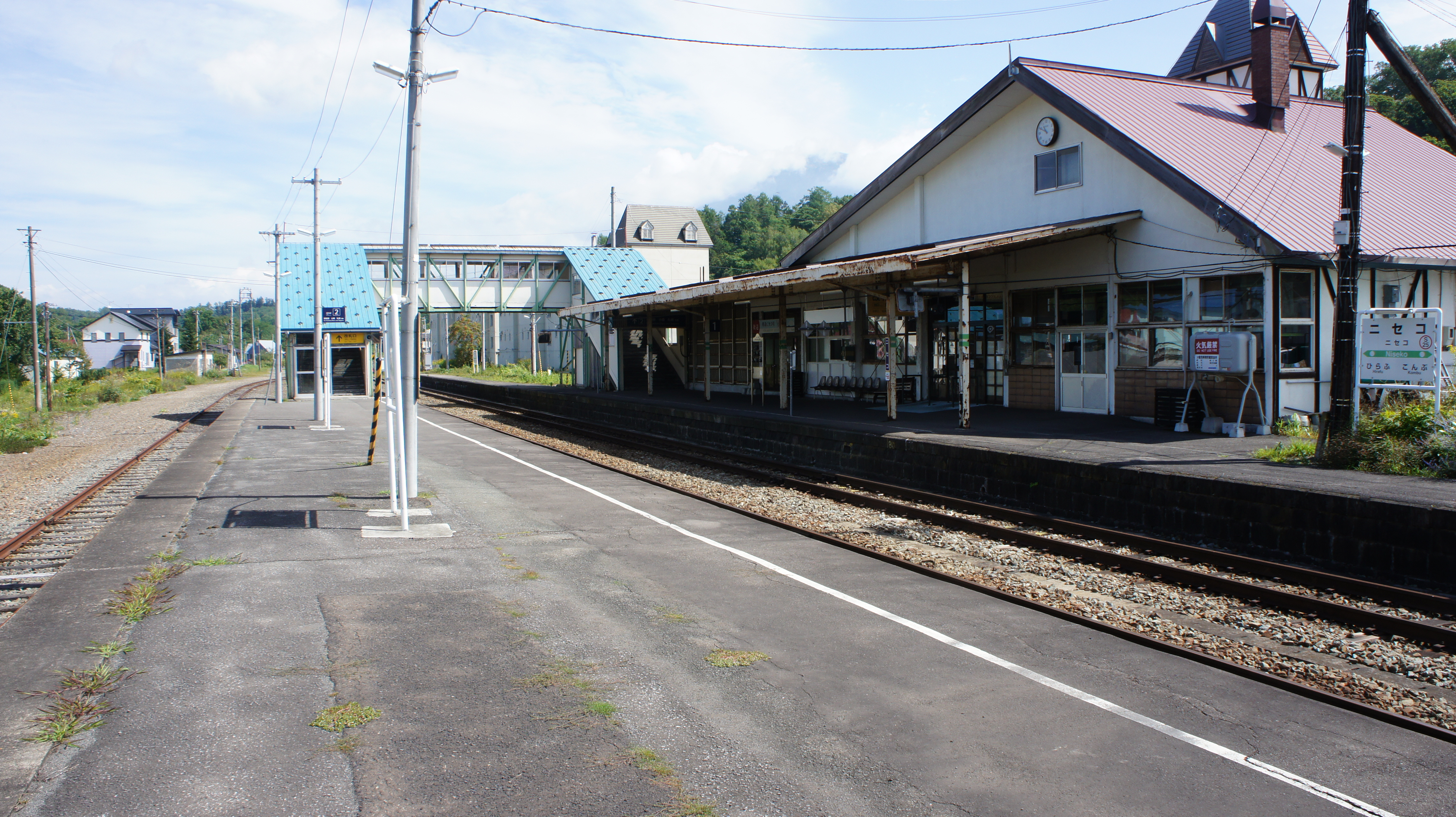
ホーム（2017年9月）
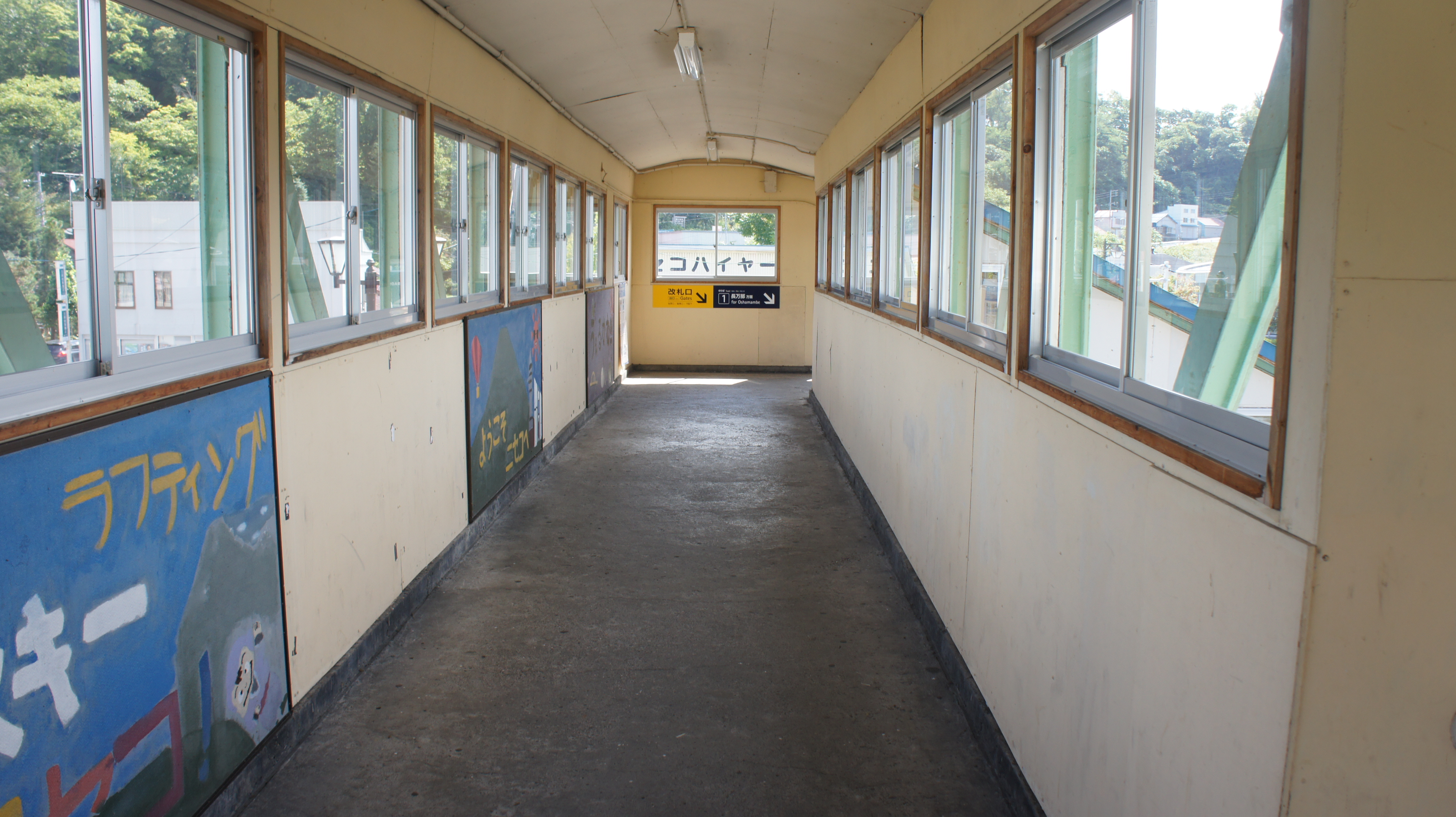
跨線橋（2017年9月）

### 転車台と関連施設の状況
1990年の「C62ニセコ号」延長運転開始に伴い、転車台を根室本線の新得駅から移設して函館方に設置したが、1995年の運転終了後以降は接続線を撤去し使用されていない。なお、後に運転を開始した「SLニセコ号」は、牽引機が比較的小型のタンク機関車（C11形）であることから折り返し運転に伴う機関車の方向転換をしておらず、転車台も使用されていない。
また、3番線は「C62ニセコ号」の折り返しに伴う転車台への移動や機回しに使用されていたが、同列車の運転終了後に車止めが設置されたことにより、長万部方面からの進出入は不可能になった。
転車台は長年荒廃していたものの、2014年（平成26年）に整備が行われ、手動による可動化に成功。2019年（令和元年）10月には塗装の塗り替えを行った。

### 構内の保存車両
同駅構内の転車台付近に、以下の車両が保存展示されている。

#### 9643
豊富町に所載した日曹炭鉱天塩鉱業所専用鉄道が保有していた蒸気機関車。札幌市東区のサッポロビール園で保存されていたが、改装工事のため同機の解体が決定、その後MODELS IMON 経営の井門義博が購入し、2017年（平成29年）6月に当駅に移設した。2019年（令和元年）10月に上屋の設置工事が完成し、正式な公開を開始した。

#### キハ183‐5001「ニセコエクスプレス」
JR北海道が1988年（昭和63年）から2017年（平成29年）まで運用した、ジョイフルトレインと呼ばれる車両の一種。クラウドファンディングにより先頭車キハ183-5001の保存が決定し、2020年（令和2年）11月16日にJR北海道苗穂工場から当駅駅前の町有地に移設され、車庫建設後の2021年（令和3年）7月から公開されている。

## 利用状況
乗車人員の推移は以下の通り。年間の値のみ判明している年度は日数割で算出した参考値を括弧書きで示す。出典が「乗降人員」となっているものについては1/2とした値を括弧書きで乗車人員の欄に示し、備考欄で元の値を示す。
また、「JR調査」については、当該の年度を最終年とする過去5年間の各調査日における平均である。
| 年度               | 乗車人員（人） | 乗車人員（人） | 乗車人員（人） | 出典   | 備考 |
| 年度               | 年間           | 1日平均        | JR調査         | 出典   | 備考 |
| ------------------ | -------------- | -------------- | -------------- | ------ | ---- |
| 1930年（昭和5年）  | 54,879         | (150.4)        |                | [ 26 ] |      |
| 1931年（昭和6年）  | 51,662         | (141.2)        |                | [ 26 ] |      |
| 1932年（昭和7年）  | 53,809         | (147.4)        |                | [ 26 ] |      |
| 1953年（昭和28年） | 240,835        | (659.8)        |                | [ 26 ] |      |
| 1954年（昭和29年） | 249,731        | (684.2)        |                | [ 26 ] |      |
| 1955年（昭和30年） | 242,539        | (662.7)        |                | [ 26 ] |      |
| 1956年（昭和31年） | 247,826        | (679.0)        |                | [ 26 ] |      |
| 1957年（昭和32年） | 246,840        | (676.3)        |                | [ 26 ] |      |
| 1958年（昭和33年） | 355,095        | (972.9)        |                | [ 26 ] |      |
| 1960年（昭和35年） | 284,722        | (780.1)        |                | [ 26 ] |      |
| 1965年（昭和40年） | 319,500        | (875.3)        |                | [ 26 ] |      |
| 1970年（昭和45年） | 213,652        | (585.3)        |                | [ 26 ] |      |
| 1975年（昭和50年） | 167,802        | (458.5)        |                | [ 26 ] |      |
| 1978年（昭和53年） |                | 358.0          |                | [ 27 ] |      |
| 1979年（昭和54年） | 128,988        | (352.4)        |                | [ 26 ] |      |
| 1980年（昭和55年） | 123,816        | (339.2)        |                | [ 26 ] |      |
| 2017年（平成29年） |                |                | 116.0          | [ 28 ] |      |
| 2018年（平成30年） |                |                | 104.8          | [ 29 ] |      |

## 駅周辺
以下のうちニセコバス本社とニセコ駅前バス停、ニセコ駅前温泉、ニセコ駅前簡易郵便局を除くニセコ町中心街などは駅からやや離れている。
名勝・旧跡
- 妙福寺
- 有島記念公園

公共施設
- ニセコ町役場
- 倶知安警察署ニセコ駐在所
- 綺羅の湯（町営の日帰り温泉、ニセコ駅前温泉）
- 道の駅ニセコビュープラザ
- 北海道ニセコ高等学校

企業など
- ニセコ郵便局
- ニセコ駅前簡易郵便局
- 北海道信用金庫ニセコ支店
- ようてい農業協同組合（JAようてい）ニセコ支所
- ニセコバス本社

交通・地勢
- 国道5号
- 北海道道66号岩内洞爺線
- 北海道道792号ニセコ停車場線
- 尻別川
- ニセコバス「ニセコ駅前」バス停[30]
- 道南バス「ニセコ本通」[31]、北海道中央バス（高速ニセコ号）「本通り」[32]バス停

## 隣の駅
北海道旅客鉄道（JR北海道）
■函館本線

昆布駅 (S26) - ニセコ駅 (S25) - 比羅夫駅 (S24)